# Бу Мхель ель-Басатін
Бу Мхель ель-Басатін (араб. بومهل البساتين) — місто в Тунісі, входить до складу вілаєту Бен-Арус. Населення — 27 977 чол. (2004). Знаходиться на березі Туніської затоки. Станом на 2004 рік тут проживало 27 977 осіб.